# Manna (ort)
Manna är en ort i Gambia. Den ligger i regionen Central River, i den östra delen av landet, 190 km öster om huvudstaden Banjul. Antalet invånare var 243 vid folkräkningen 2013.